# Цекова, Полина
Полина Петрова Цекова (фр. Polina Petrova Tzekova; родилась 30 апреля 1968 года, Плевен, Болгария) — болгаро-французская профессиональная баскетболистка, выступавшая в женской национальной баскетбольной ассоциации. Она была выбрана на драфте ВНБА 1998 года в первом раунде под общим 10-м номером клубом «Хьюстон Кометс». Играла на позиции центровой.

## Ранние годы
Полина Цекова родилась 30 апреля 1968 года в Плевене, городе в северной части Болгарии.